# 慈眼院 (高崎市)
慈眼院（じげんいん）は、群馬県高崎市にある高野山真言宗の寺院。観音山丘陵に位置する高野山（金剛峯寺）の別格本山である。本尊は聖観世音菩薩。通称、高崎観音。境内に高崎白衣大観音（高崎観音）がある。

## 歴史
1936年（昭和11年）に高崎の発展と戦没者の慰霊を祈念して井上保三郎によって白衣大観音が建立された（詳細は高崎白衣大観音参照）。
1941年（昭和16年）、この観音像を護持する形で高野山にあった北条重時創建の学侶方名刹である慈眼院が観音山に移転した。
白衣観音建立70周年を記念して仏画師の江本象岳から慈眼院大広間に五色龍王襖絵41枚が奉納され、毎年春と秋に一般公開されている。

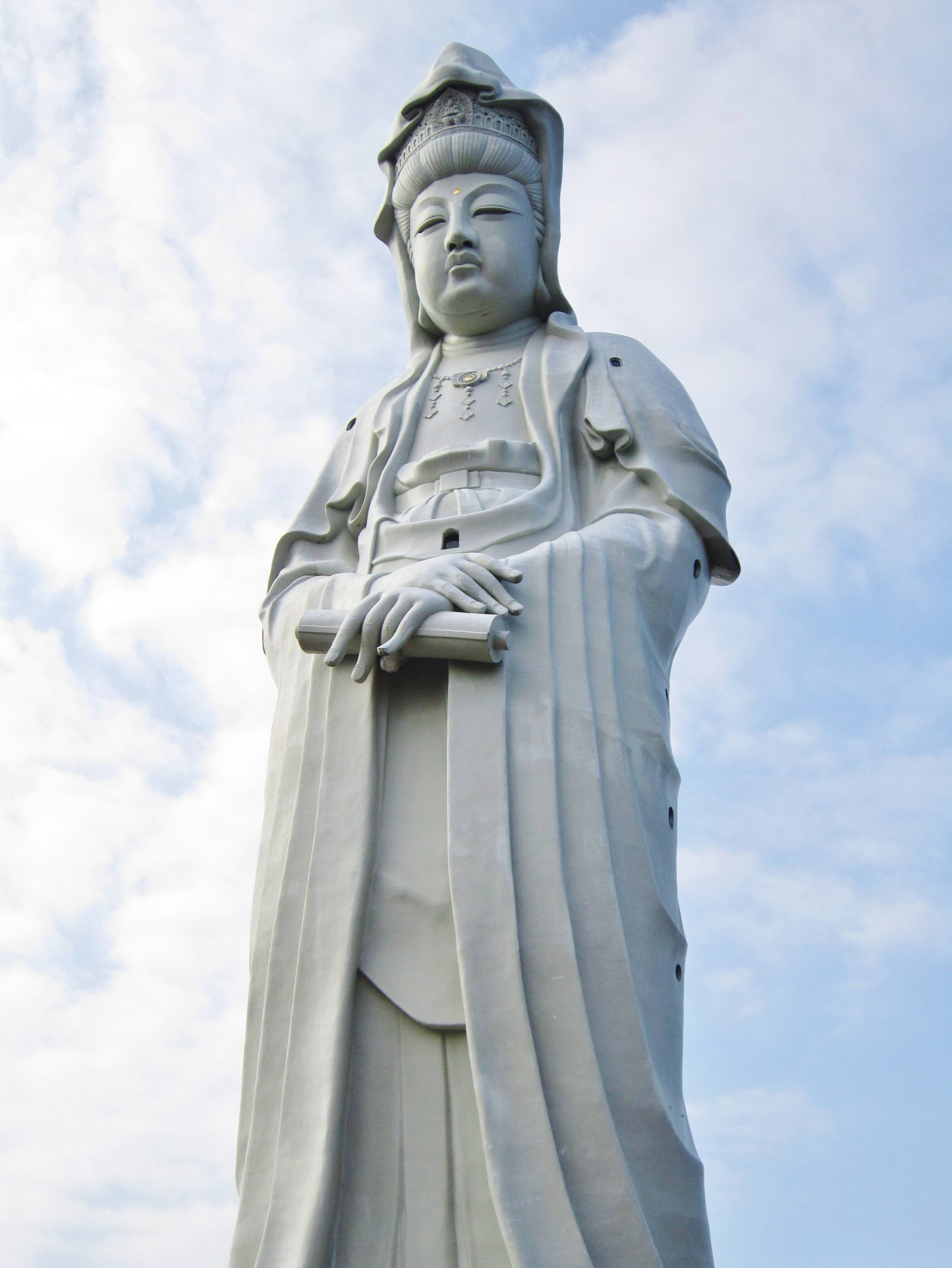
高崎白衣大観音

## 札所
- 関東八十八箇所第1番札所[2]
- 東国花の寺百ヶ寺[3]
桜の名所で、春にはツツジ、シャガ、フジなどもみられ、他の季節にも紅梅、アジサイ、ハギ、紅葉などが鑑賞できる[3]。